# 黄线薄鳅
黄线薄鳅（学名：Leptobotia flavolineata）为輻鰭魚綱鯉形目沙鳅科薄鳅属的鱼类，為溫帶淡水魚，是中国的特有物种。分布于北京房山拒马河上游等，一般栖息于山区溪流。该物种的模式产地在北京房山县十渡拒马河。

## 扩展阅读
維基物種上的相關：黄线薄鳅